# Oliver (Zaragoza)
El barrio Oliver es un barrio de Zaragoza situado en el distrito de Oliver-Valdefierro.

## Historia
El barrio Oliver, conocido inicialmente como el barrio del Mosén, debe su origen a mosén Manuel Oliver Altavás, que parceló unos terrenos de su propiedad en 1915 y los vendió a precios asequibles a los primeros vecinos. El barrio comenzó a ampliarse desde ese núcleo primigenio en la década de 1950. En este barrio se encuentra el parque conocido como Parque Oliver